# Tour de Campese
La Tour de Campese (en italien : Torre del Campse) est une tour de guet située sur un rocher qui borde la plage de Giglio Campese, une frazione de la commune de l'Île de Giglio (province de Grosseto), en Toscane,.

## Histoire
La tour côtière a été construite par Cosme Ier de Médicis au XVIe siècle. Le bâtiment avait des fonctions d'observation, de défense et d'attaque, dans le but de protéger la côte Ouest de l'île des attaques des pirates turcs.
En 1700, la tour fut entièrement restructurée et renforcée par Cosme III de Médicis, pour contrôler un récif corallien découvert quelques années plus tôt sur les fonds marins de la côte occidentale de l'île de Giglio ; parmi les nouveaux bâtiments construits, se trouvaient la chapelle noble et quelques dépendances qui abritaient les sentinelles.
Malgré les travaux de réaménagement réalisés, la tour fut souvent la cible d'attaques de pirates entre 1753 et 1799, même si elle parvint toujours à résister efficacement.
Au XIXe siècle, commence l'abandon progressif des fonctions militaires auxquelles la tour était utilisée, jusqu'à sa fermeture complète et définitive qui eut lieu après l'unification de l'Italie. Plus tard, la tour fut vendue à des particuliers et transformée en lieu résidentiel. Il a accueilli, entre autres, l'excentrique capitaine génois Enrico Alberto D'Albertis.

## Description
La tour Campese a un plan circulaire, reposant sur une puissante base en sabot cordée ; dans la partie interne de la base se trouve une grande citerne.
Un escalier extérieur avec un petit pont en brique, qui a remplacé le pont-levis en bois d'origine, mène à la porte d'entrée qui s'ouvre sur la mezzanine.
Dans l'ensemble, la tour s'étend sur trois niveaux, le sommet légèrement saillant se terminant par une couverture de toit. Le long des murs extérieurs se trouvent de nombreuses petites fenêtres et meurtrières quadrangulaires, concentrées pour la plupart dans la partie supérieure de la structure : autrefois se trouvaient les canons de défense. Les structures murales, recouvertes extérieurement de plâtre, se caractérisent par une épaisseur de pierre qui dépasse en certains points les deux mètres et demi.
Autour de la tour, l'espace est entouré d'une série de courtines à bases inclinées, équipées de quelques postes de garde de section circulaire avec un toit en forme de dôme ; parmi les dépendances datant du XVIIIe siècle se trouvent les bâtiments qui abritaient les logements des sentinelles, la tronière et la chapelle.

## Galerie

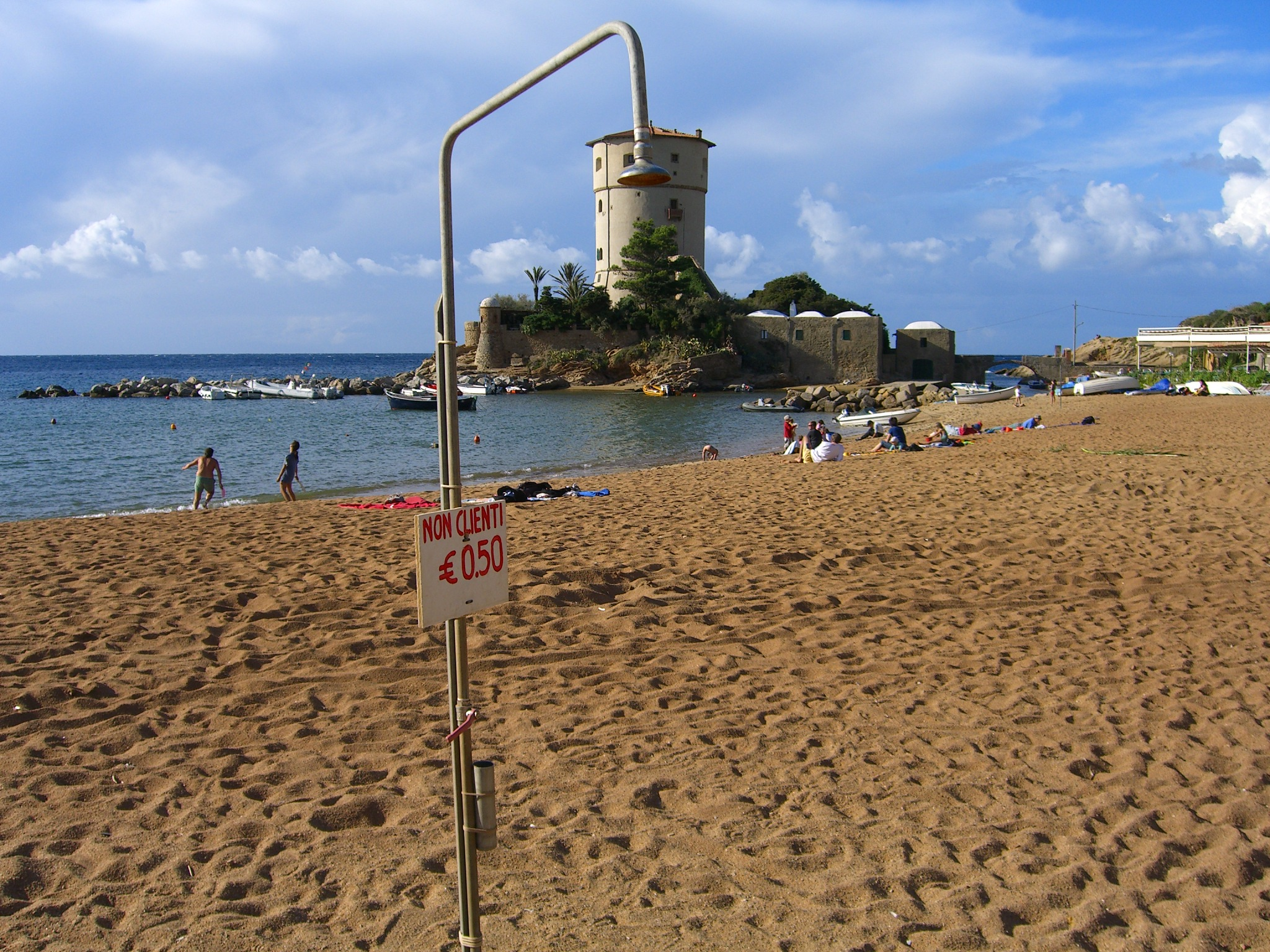
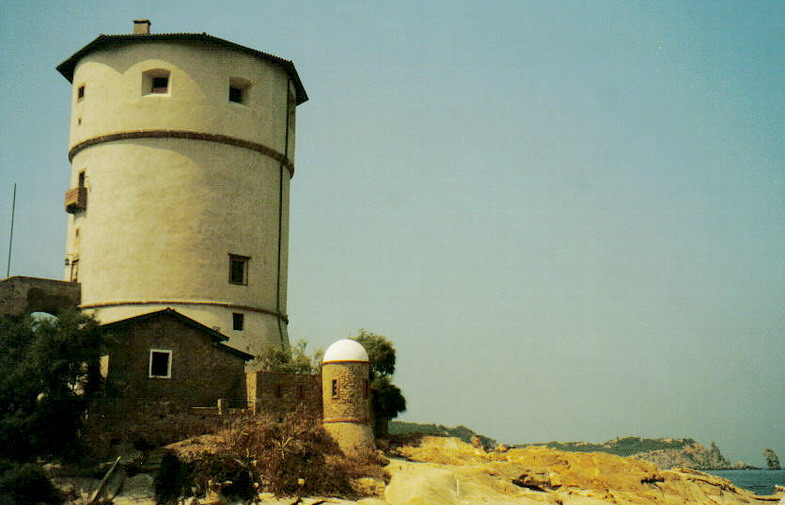